# Film+
Film+ е бивш български филмов телевизионен канал.
Каналът излъчва от 2009 г. в програмния пакет на Булсатком. Film+ представя най-новите филми на Холивуд, европейско кино и съвременни български заглавия. Медията предлага още екшъни, трилъри, комедии, драма, романтика и фантастика. През 2015 г. канала е заменен от Sport+.